# جنس هالتن
جنس هالتن (بالسويدية: Jens Hultén)‏ هو ممثل سويدي، ولد في 6 ديسمبر 1963 بستوكهولم في السويد.

## أعمال

### أفلام
- (2013) المئوي الذي هبط من النافذة واختفى[3][4]
- (2015) أمة مارقة[5]

## وصلات خارجية
- جنس هالتن على موقع IMDb (الإنجليزية)
- جنس هالتن على موقع ميتاكريتيك (الإنجليزية)
- جنس هالتن على موقع روتن توميتوز (الإنجليزية)
- جنس هالتن على موقع ألو سيني (الفرنسية)
- جنس هالتن على موقع أول موفي (الإنجليزية)
- جنس هالتن على موقع قاعدة بيانات الأفلام السويدية (السويدية)
- جنس هالتن على موقع قاعدة بيانات الفيلم (الإنجليزية)